# Tremmelberg
Der Tremmelberg ist ein 1194 m ü. A. hoher Berg in den Seckauer Alpen nördlich der obersteirischen Stadt Knittelfeld.
Der Berg ist der östlichste Ausläufer des Gaaler Höhenzugs, von diesem durch den unteren Ingeringbach etwas freigestellt. Er grenzt das Gemeindegebiet Seckaus vom Aichfeld ab. Sein Ostfuß reicht bis nach Kobenz.
Im ersten Drittel des 18. Jahrhunderts wurde ein Kreuzweg mit Bildstöcken und die Kalvarienbergkirche am Tremmelberg erbaut.

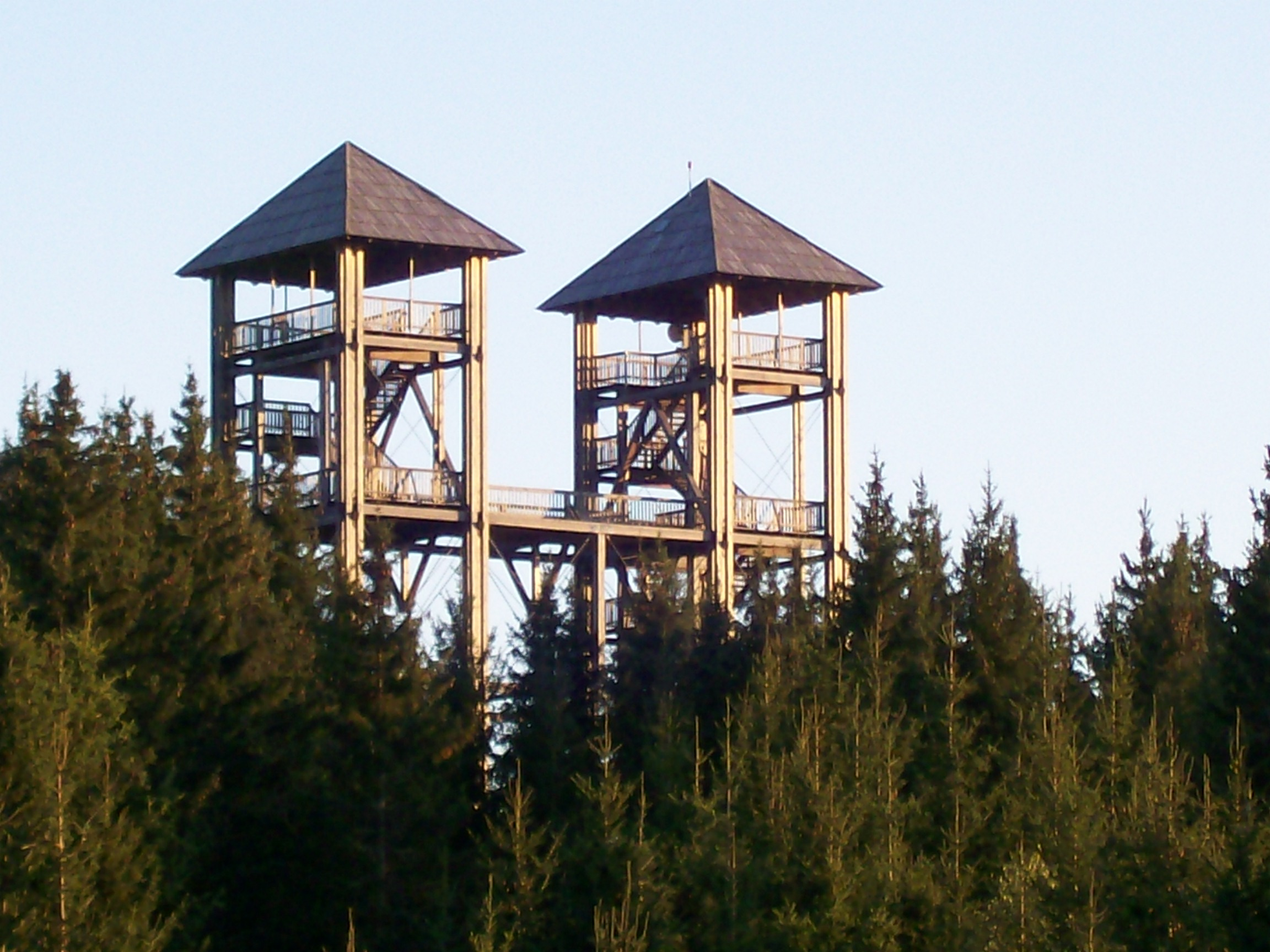
Aussichtsturm Tower power (2007)

Zur Steirischen Landesausstellung 1999 zum Thema Verkehr wurde – in Anlehnung an die Doppelturmanlage der Abtei Seckau – der Aussichtsturm Tower Power mit einem Alpensteig am Tremmelberg errichtet. Dabei wurde auch ein Waldmuseum mit einem Waldlehrpfad errichtet.
Über den Gipfel führt auch der Zentralalpenweg, ein österreichischer Weitwanderweg.

## Bergbau
Bereits 1400 gab es zahlreiche Goldbergbaue am Tremmelberg. 1670–1680 kam der Goldbergbau allerdings laut Stift Admont wegen protestierender Bergarbeiter zum Erliegen.
Durch Benediktinermönche des Stift Seckau wurde der Bergbau 1716 erneut betrieben. 1741 starb der Leiter des Unternehmens und erste Wasserschwierigkeiten beim Bergbau zeigten sich. Am 1. November 1789 wurde der Bergbau erneut aufgelassen, da die Ausgaben viel höher als die Einnahmen waren.
1864 gab es eine kurze Wiedereröffnung mancher Stollen, doch kurz danach erfolgte eine erneute Auflassung durch mangelnde Erträge. Um 1906/07 gab es letzte Arbeiten in einem Unterstollen.